# محمدرضا فرطوسی
محمّدرضا فرطوسی (زادهٔ ۱۳۶۱، اهواز) کارگردان، پژوهشگر و عکاس عرب ایرانی است.

## زندگی
فرطوسی زادهٔ ۱۳۶۱ ه‍.ش در اهواز است و کارشناسی فیلمسازی را از دانشگاه سوره اخذ نموده است. وی همچنین در زمینهٔ صداگذاری، تدوین، تهیه‌کنندگی و ترجمه فعالیت می‌کند.
فیلم‌های فرطوسی مورد توجه ویژهٔ جشنواره‌های بین‌المللی قرار گرفته و همچنین مستند ایران، جنوب غربی که در جشنواره‌های زیادی موفق به کسب رتبه شده در برنامهٔ محیط زیست سازمان ملل در ژنو سوییس نیز به نمایش در آمد. بنابر اعلام روابط بین‌الملل شبکهٔ محیط زیست ژنو، این مستند برای نمایش در حضور کارشناسان محیط زیست از سراسر جهان و اساتید دانشگاه‌های سوییس انتخاب شد.

## فیلم‌شناسی
- ایران جنوب غربی (مستند)
- چشم‌ها (مستند)[۹]
- آن مرد اسب دارد
- ۲۵نفر (مستند)
- کودکی نخل (مستند)
- دله (مستند)
- ابومالک در عراق